# Serenella Fucksia
Serenella Fucksia (Fabriano, 24 aprile 1966) è una politica italiana.

## Biografia
Dopo la maturità classica conseguita a Fabriano, sua città natale, prima si laurea con lode in medicina e chirurgia presso l'Università di Bologna, poi si specializza con lode in medicina del lavoro e diventa anche medico autorizzato alla radioprotezione medica. Ha svolto la sua attività professionale, sia in ambito pubblico che privato, seguendo numerose aziende appartenenti a tutti i settori produttivi, ubicate sia nelle Marche che in Emilia-Romagna. Ha partecipato a diversi progetti di ricerca in particolare con l'Università di Bologna, riguardanti la tossicologia, l'epidemiologia occupazionale e ambientale e l'organizzazione ed ergonomia del lavoro.
Inizia la sua esperienza politica come attivista del Movimento 5 Stelle nel gennaio 2011 appassionandosi a tematiche territoriali a difesa del consumo di suolo e della salvaguardia di beni storici, ambientali, nonché di decoro urbano.
Alle elezioni politiche del 2013, viene eletta come capolista al Senato per la circoscrizione Marche.
Nel corso della XVII Legislatura ha ricoperto l'incarico di segretaria della 12ª Commissione Igiene e Sanità e della Commissione di Inchiesta sugli infortuni e le malattie professionali, ed è stata membro della Giunta delle elezioni e delle immunità parlamentari, del Comitato parlamentare per i procedimenti di accusa, della Commissione parlamentare per la semplificazione e successivamente dopo un breve transito in Commissione Finanze e Tesoro delle Commissioni Industria, commercio e turismo, Lavoro e previdenza sociale e Politiche dell'Unione Europea.
Si è occupata di svariati temi in particolare riguardanti la sanità, la tutela e qualità del lavoro, la semplificazione, la riduzione dei costi della politica ed ha presentato come prima firmataria 18 proposte di legge, che vanno dalle modifiche del testo unico sulla sicurezza del lavoro, ai lavori usuranti, dall'equo compenso, alla semplificazione del processo amministrativo, dalla tutela degli animali, alla tracciabilità dei pagamenti, dalla tutela del made in Italy 100%, alla creazione di zone franche fiscali e alla ricostruzione sismica.
Fortemente critica sulla poca trasparenza e la carente condivisione dialettica all'interno del M5S, prese posizione nettamente contraria contro tutte le espulsioni effettuate dal M5S. A tal riguardo dichiarò: «sono contro tutte le espulsioni in generale, sono inclusiva per forma mentis». Denuncia poi la preoccupazione per «i fanatici della rete», definendolo «l'aspetto più critico del Movimento cinque stelle».  Non ha invece mai avuto parole di biasimo per i fondatori del M5S: Gianroberto Casaleggio e Beppe Grillo, declinando le responsabilità sui cerchi magici in Parlamento e le figure di garanzia intermedie territoriali.
Il 28 dicembre 2015 viene espulsa dal gruppo parlamentare M5S e approda in automatico nel Gruppo misto che lascia il 25 maggio 2017 per contribuire come indipendente al gruppo parlamentare Federazione della Libertà.
Si presenta alle elezioni politiche del 2018 all'interno della coalizione di centro-destra, con "Noi con l'Italia - UDC" nel Collegio proporzionale Marche nord, lista composta da una serie di componenti moderate e civiche che non supera la soglia di sbarramento del 3%.